# Rheumaptera andalusica
Rheumaptera andalusica là một loài bướm đêm trong họ Geometridae.